# Svenska Arkivförbundet
Svenska Arkivförbundet är en svensk intresseorganisation för den enskilda sektorns arkiv, enkelt förklarat all den information som inte tillhör det offentliga. Ett stort kulturarv som företag, föreningar, trossamfund, nätverk, gårdar och personer runt om i landet ger upphov till.  

## Bildandet
Svenska Arkivförbundet bildades den 23 maj 2018 på Riksarkivet i Stockholm. Initiativ till bildandet kom från Folkrörelsernas arkivförbund och Näringslivsarkivens förening. Dessa två organisationer hade i flera år utrett formerna för en hopslagning eller nybildning. Resultatet av utredningen var en nybildning av en organisation som kunde företräda hela den enskilda arkivsektorn i Sverige, folkrörelseorganisationer, näringslivsaktörer likväl som institutioner med personarkiv och etnografiska arkivsamlingar, såsom till exempel bibliotek, museer och kultur- och kulturarvsorganisationer som också samlar in, bevarar och tillgängliggör enskilda arkiv.  

## Mål
Svenska Arkivförbundet finns som en resurs för att skapa goda förutsättningar för enskilda arkiv, det vil säga företagsarkiv, föreningsarkiv, personarkiv, gårdsarkiv, museiarkiv, med flera, runt om i Sverige. Svenska Arkivförbundet bevakar politiken, svarar på remisser och fungerar som den enskilda arkivsektorns företrädare. Fokus ligger på att skapa bra förutsättningar för enskild arkivverksamhet i hela landet.
Ur Svenska Arkivförbundets stadgar:

Förbundet är en ideell intresseorganisation för den enskilda sektorns arkiv. Genom opinionsbildning, kommunikation och utbildning ska Förbundet tillvarata medlemmarnas intressen.

## Förbundsordförande
- 2018–2021 Eva Sjögren Zipsane, fd landsarkivarie och länsarkivarie
- 2021–2023 Maths Isacson, senior professor i ekonomisk historia
- 2023– Katarina Carlsson, kulturkonsult

## Medlemmar
Medlemmar i Svenska Arkivförbundet är organisationer från civilsamhället och näringslivet: arkivinstitutioner, museer, kommuner, näringslivsorganisationer, samt enskilda personer. Svenska Arkivförbundet har år 2022 ca 140 medlemmar, däribland Nordiska museet och Landsorganisationen.

## Uppsatsstipendium
År 2021 instiftade Svenska Arkivförbundet ett uppsatsstipendium för att främja forskning i och om enskilda arkiv. Stipendiet delas ut till bästa uppsats som behandlat frågor av arkivteoretisk relevans. Uppsatsen kan vara framlagd inom ämnet arkivvetenskap eller något annat ämne. 
2022: ”Folkdansaren och arkivet” – en undersökning av traditionsbärande som kritisk arkivpraktik, Institutionen för Danspedagogik, Stockholms konstnärliga högskola 
2023: ingen utdelning

## Madli Kurdves minnesfond
Arkivprofilen Madli Kurdve omkom i samband med M/S Estonias förlisning år 1994. Ett år senare bildade Folkrörelsernas Arkivförbund en fond till hennes minne, Madli Kurdves Minnesfond för nordiskt och baltiskt arkivsamarbete. Idag förvaltas fonden av Svenska Arkivförbundet. 
Fonden ska främja arkivsamarbete mellan de nordiska och baltiska länderna. Fonden tar emot ansökningar från institutioner, organisationer och företag verksamma inom arkivsektorn samt arkivarier och forskare.

## TidskriftenArkiv
Svenska Arkivförbundet äger tillsammans med Föreningen arkivverksamma i kommun och landsting, Föreningen för arkiv och informationsförvaltning och Näringslivets arkivråd tidskriften Arkiv. Arkiv är den branschledande tidskriften när det gäller information om e-arkiv, utbildningar, kulturarvsfrågor med mera. Arkiv når arkivarier inom näringsliv, kommun, landsting och föreningar. Tidskriften utkommer med fyra nummer per år.